# 70 Herculis
70 Herculis är en vit stjärna i huvudserien i Herkules stjärnbild.
Stjärnan har visuell magnitud +5,12 och är synlig för blotta ögat vid normal seeing. Den befinner sig på ett avstånd av ungefär 425 ljusår.